# Coyachique
Coyachique är en ort i Mexiko.   Den ligger i kommunen Batopilas och delstaten Chihuahua, i den nordvästra delen av landet, 1 200 km nordväst om huvudstaden Mexico City. Coyachique ligger 1 462 meter över havet och antalet invånare är 183.
Terrängen runt Coyachique är bergig åt sydväst, men åt nordost är den kuperad. Runt Coyachique är det mycket glesbefolkat, med 7 invånare per kvadratkilometer. Närmaste större samhälle är Batopilas, 14,4 km sydväst om Coyachique. I omgivningarna runt Coyachique växer huvudsakligen savannskog.